# Povoado calcolítico do Cerro do Castelo
O Povoado Calcolítico de Santa Justa ou Cerro do Castelo de Santa Justa  é um sítio arqueológico da Idade do Cobre, situado na freguesia de Martim Longo, no Município de Alcoutim, na região do Algarve, em Portugal.
O Cerro do Castelo de Santa Justa foi classificado como Imóvel de Interesse Público pelo decreto 29/90, de 17 de Julho.

## Descrição
O sítio arqueológico corresponde a um povoado fortificado, consistindo num grupo de muralhas e torres, e em estruturas residenciais, incluindo cabanas e zonas funcionais, situadas tanto dentro como fora das muralhas.
O espólio encontrado no local inclui peças de cerâmica, vestígios de indústria lítica, ídolos adornados com cornos, e ferramentas relacionadas com a fundição do cobre, como cadinhos.

## História
Segundo os vestígios encontrados no local, o povoado foi ocupado durante o período calcolítico. O sítio foi alvo de escavações entre 1979 e 1984.

## Leitura recomendada
- GRADIM, Alexandra (1997). Levantamento Arqueológico do Concelho de Alcoutim. Alcoutim: Câmara Municipal de Alcoutim
- GONÇALVES, Victor Manuel dos Santos (Março de 1980). «O Cerro do Castelo de Santa Justa (Alcoutim): Um povoado calcolítico fortificado no Alto Algarve Oriental». IV Congresso Nacional de Arqueologia. Porto. p. 42-48
- GONÇALVES, Victor Manuel dos Santos (1982). «Cerro do Castelo de Santa Justa. Um povoado no alto Algarve oriental». Arqueologia (6). Porto. p. 42-48
- GONÇALVES, Victor Manuel dos Santos (1984). «Doze datas 14C para o povoamento calcolítico do Cerro do Castelo de Santa Justa (Alcoutim): comentários e contextos específicos». CLIO Arqueologia (1). Lisboa. p. 81-92
- GONÇALVES, Victor Manuel dos Santos (1989). «Megalitismo e metalurgia no alto Algarve oriental, uma aproximação integrada». Estudos e Memórias. Volume 1 (2). Lisboa: Instituto Nacional de Investigação Científica e Centro de Arqueologia da Universidade de Lisboa
- GONÇALVES, Victor Manuel dos Santos (1980). «O Cerro do Castelo de Santa Justa». Descobertas Arqueológicas no Sul de Portugal. Lisboa: Centro de História da Universidade de Lisboa. p. 27-35
- GONÇALVES, Victor Manuel dos Santos (1982). «O cerro do Castelo de Santa Justa (Alcoutim): Um povoado calcolítico fortificado no alto Algarve oriental». Actas do 4º Congresso Nacional de Arqueologia. Porto. p. 46-48